# Amphibious Combat Vehicle
Pour les articles homonymes, voir ACV.
Le ACV 8x8 (abréviation de Amphibious Combat Vehicle), est un véhicule blindé de combat d'infanterie amphibie à 8 roues.

## Description
Aux États-Unis, il vise à remplacer le blindé amphibie sur chenilles AAV-7A1 au sein du corps des marines. Il est basé sur l'Iveco SuperAV. Il a été préféré au Expeditionary Fighting Vehicle pour des raisons de coûts.

## Armement
Les véhicules peuvent être équipés d'une tourelle Kongsberg RT20 avec canon de 30mm.

## Opérateur
- États-Unis USMC, quelques modèles de présérie.

## Opérateur potentiel
- Espagne L'Espagne s'est déclarée intéressée pour l'infanterie de marine espagnole afin de remplacer à la fois le AAV-7A1 et le Mowag Piranha[2], fin 2022 l'armée espagnole déclare se prononcer pour 34 véhicules livrables dès 2024 pour remplacer seulement les AAV-7A1[3].

## Galerie d'images

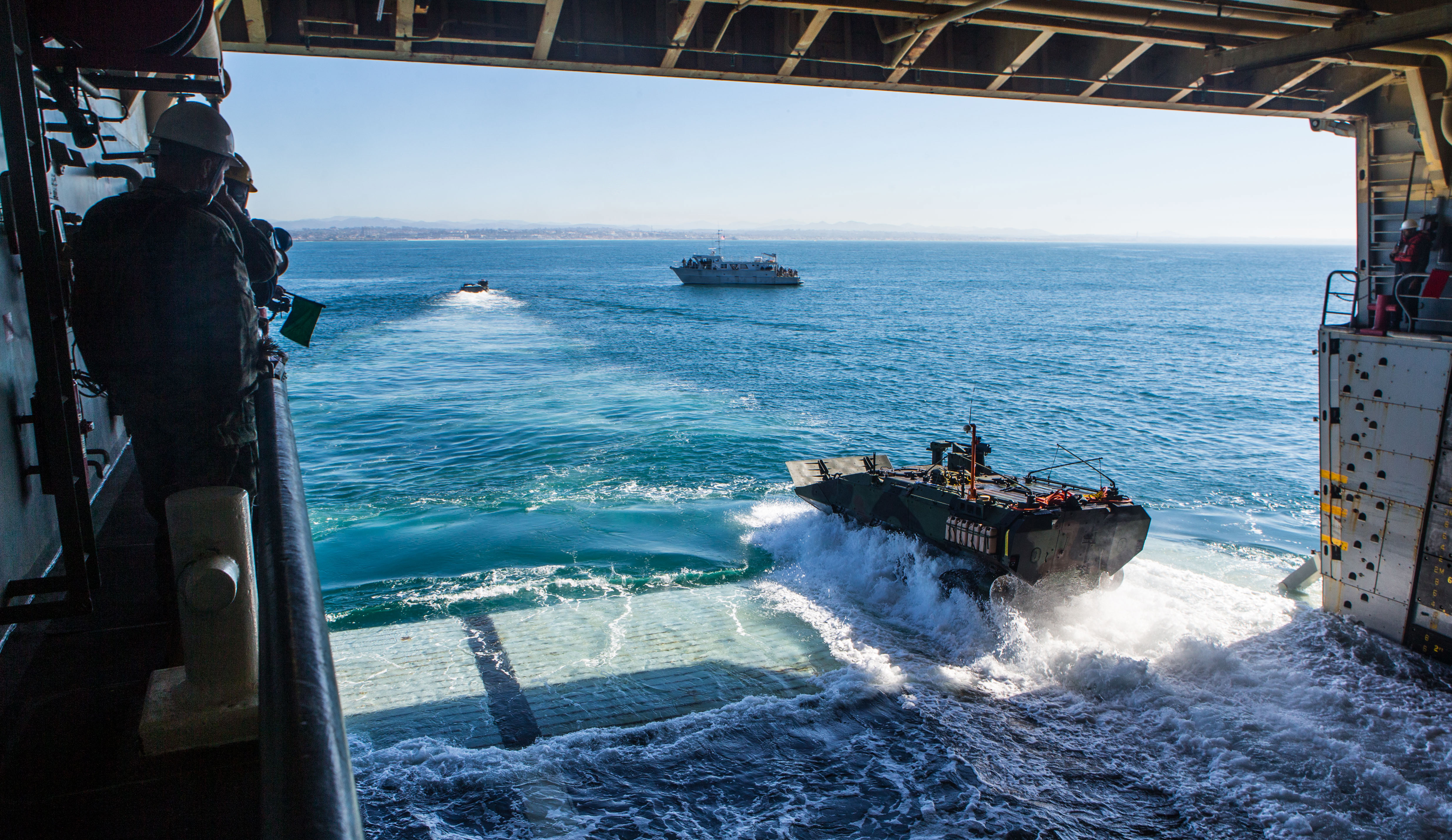
En sortie d'un radier inondable
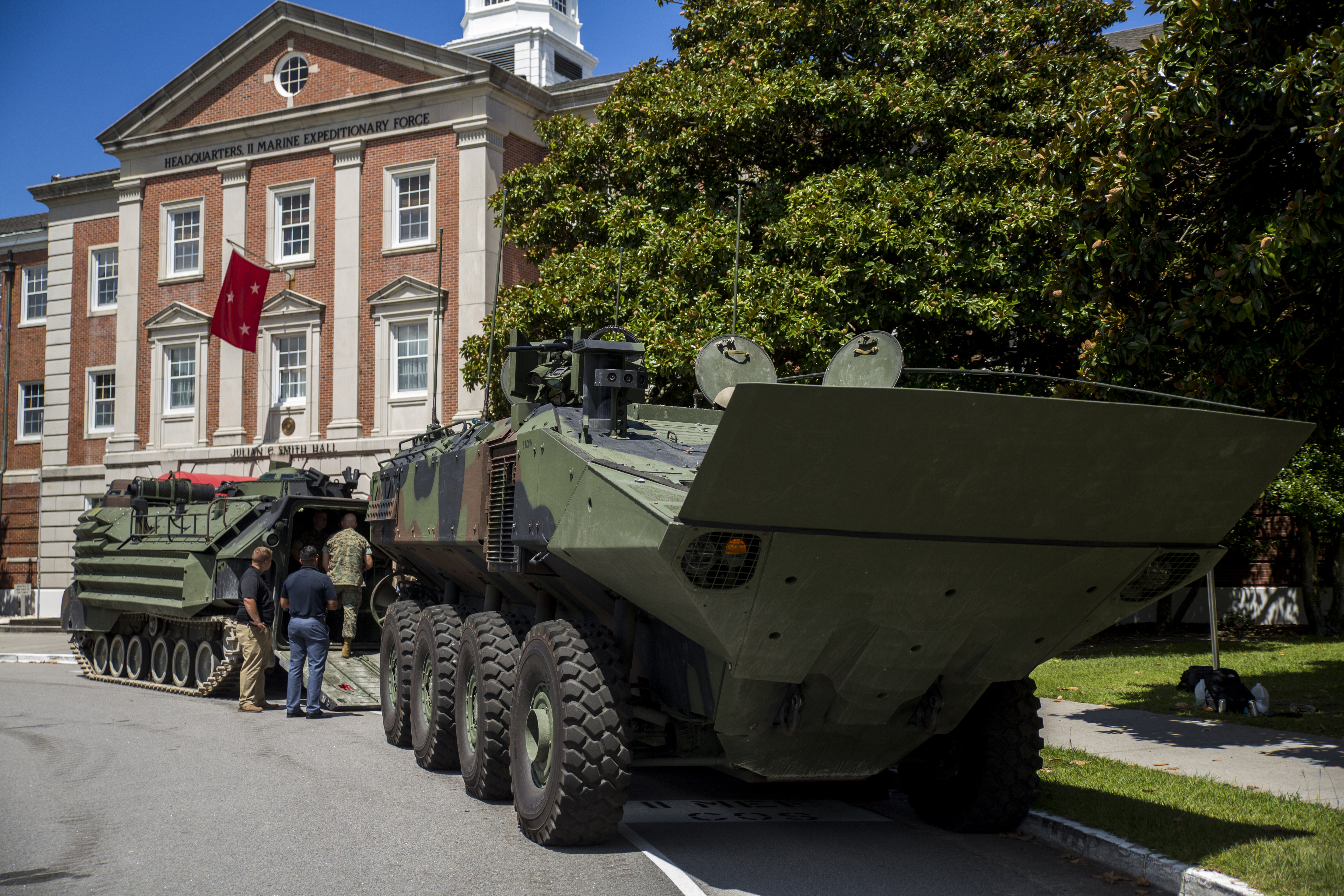
AAV-7A1 et ACV
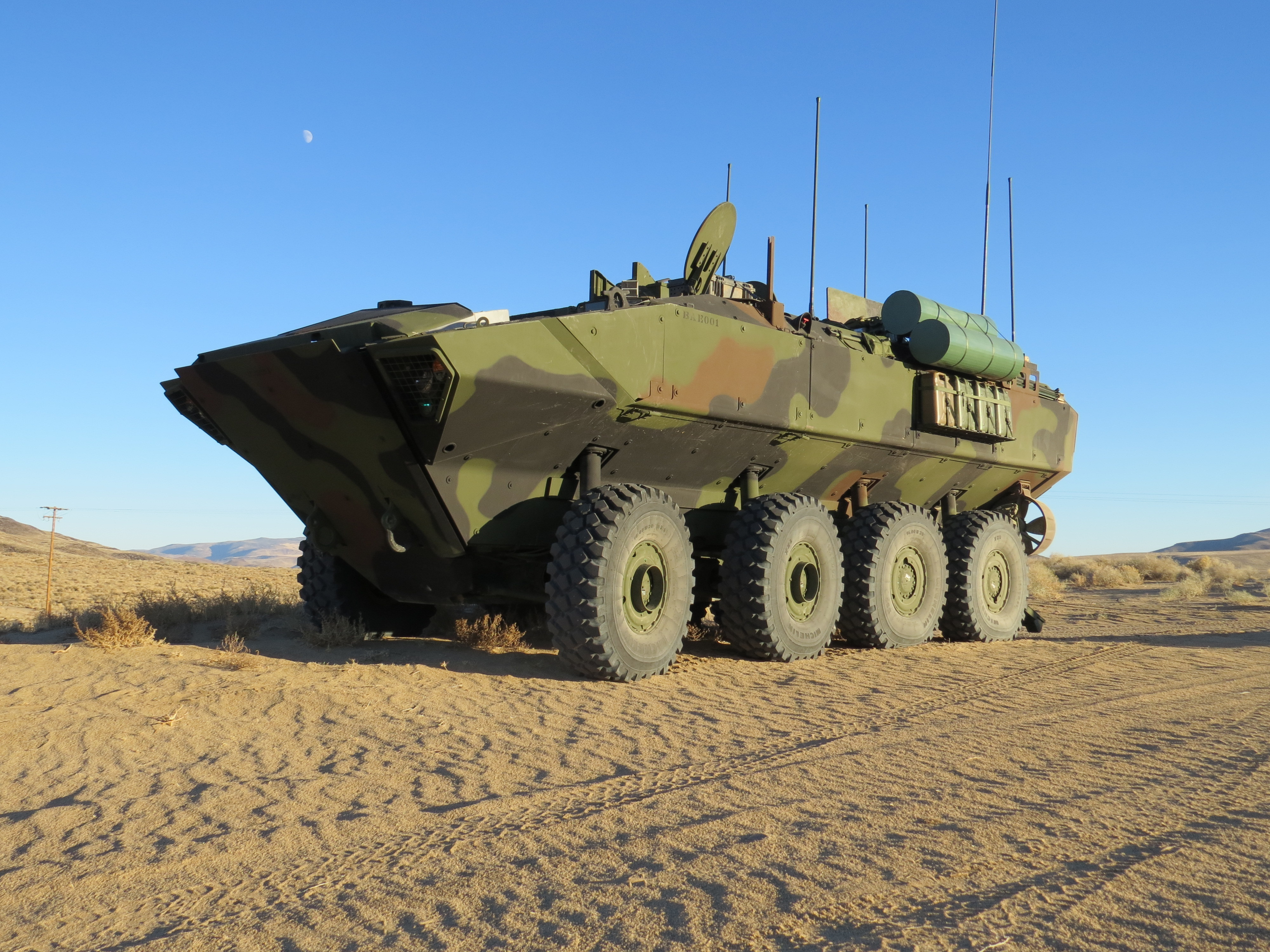
Avec fuselage de la coque en V bien visible.
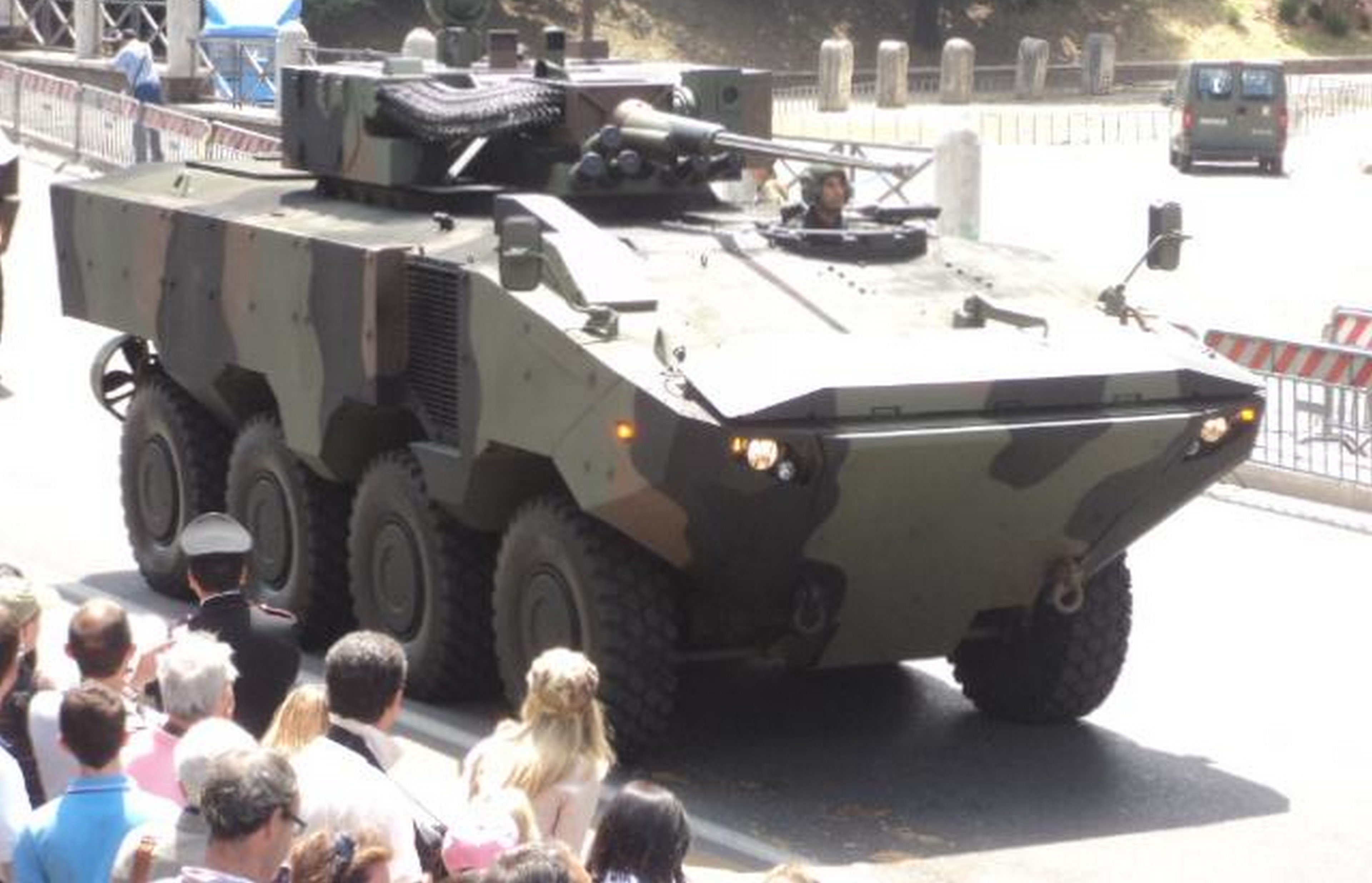
L'Iveco SuperAV, modèle de l'ACV.
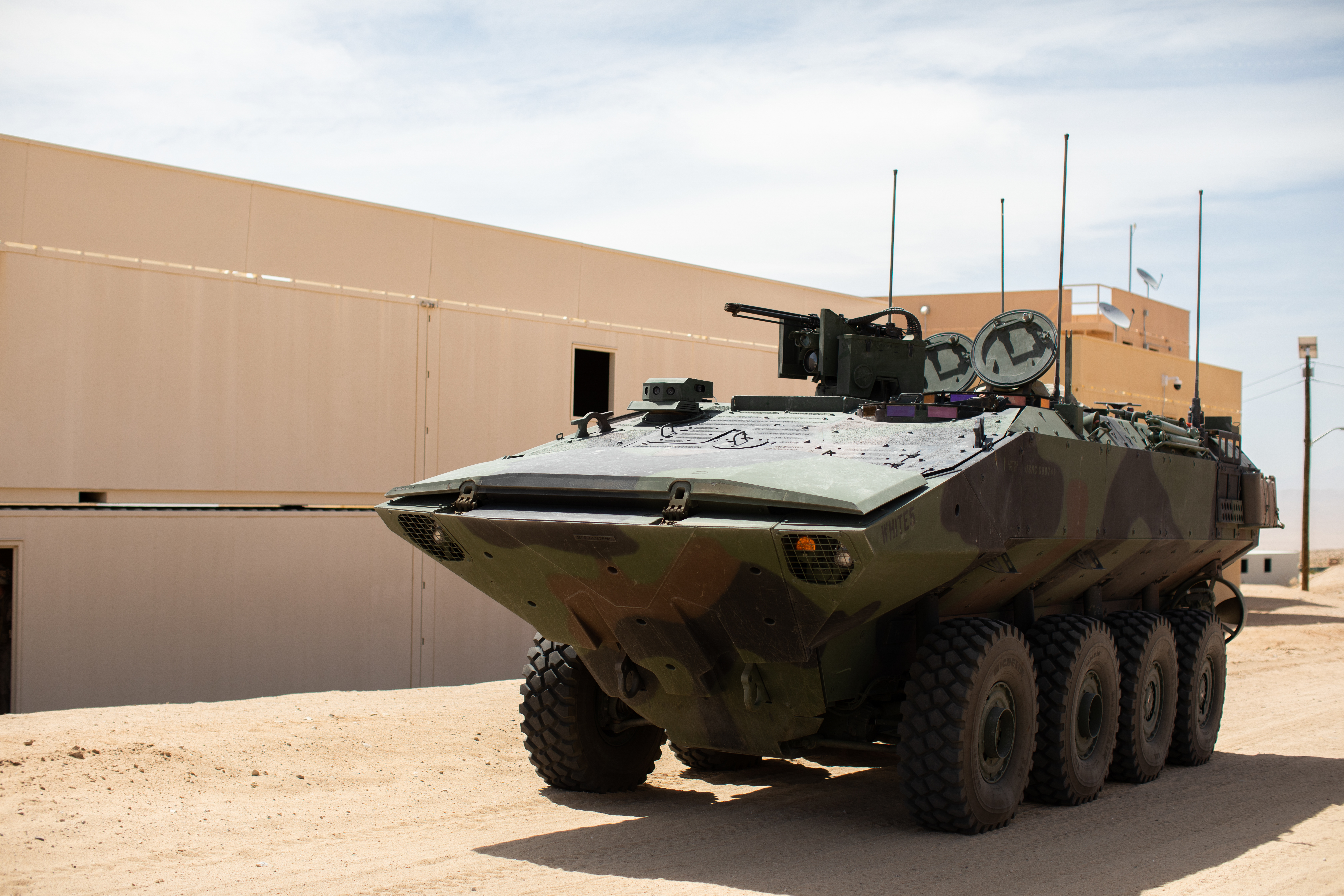